# Dasiops aithalodus
Dasiops aithalodus är en tvåvingeart som beskrevs av Mcalpine 1964. Dasiops aithalodus ingår i släktet Dasiops och familjen stjärtflugor. Inga underarter finns listade i Catalogue of Life.